# Cecylia Neville
Cecylia Neville, ang. Cecily Neville, Duchess of York (ur. 3 maja 1415,  zm. 31 maja 1495) – angielska arystokratka, księżna Yorku w latach 1429–1460 jako żona księcia Ryszarda Plantageneta, matka królów Anglii Edwarda IV oraz Ryszarda III.

## Pochodzenie
Była najmłodszym z 14 dzieci Ralpha Neville (ang. Ralph Neville, 1st Earl of Westmorland) z jego drugą żoną, Joan Beaufort (wcześniej, z pierwszą żoną, Margaret Stafford, miał jeszcze ośmioro dzieci).

## Małżeństwo
W wieku 14 lat w 1429 wyszła za mąż za księcia Yorku Ryszarda Plantageneta. Jej mąż był pretendentem do tronu Anglii z rodu Yorków, bocznej linii dynastii Plantagenetów i w 1455 mając na celu strącenie z tronu króla Henryka VI zapoczątkował Wojnę Dwóch Róż. Jej mąż i jeden z synów – Edmund – zginęli pod koniec 1460 w bitwie pod Wakefield w wyniku porażki z wojskami królowej Małgorzaty Andegaweńskiej. 

## Potomstwo
Cecylia ze związku z Ryszardem urodziła ośmiu synów i cztery córki:
- Annę[6] (ur. 10 sierpnia 1439, zm. 14 stycznia 1476[7]), żonę Henry’ego Hollanda, 3. księcia Exeter a po jego śmierci Thomasa St. Legera,
- Henryka[6] (ur. i zm. 10 lutego 1441[8]),
- Edwarda IV[6] (ur. 28 kwietnia 1442 – zm. 9 kwietnia 1483) króla Anglii,
- Edmunda[6] (ur. 17 maja 1443 – zm. 30 grudnia 1460), hrabiego Rutland, zginął wraz z ojcem w bitwie pod Wakefield,
- Elżbietę[6](ur. 22 kwietnia 1444, zm. 3 maja 1504[9]), żonę Johna de la Pole, 2. księcia Suffolk
- Małgorzatę[6] (ur. 3 maja 1446, zm. 23 listopada 1503), żonę Karola I Śmiałego, księcia Burgundii
- Wilhelma[6] (ur. 7 lipca 1447, zmarł w okresie niemowlęcym[10])
- Jana[6] (ur. 7 listopada 1448, zmarł w okresie niemowlęcym[11])
- George'a[6] (21 października 1449, 18 lutego 1478) księcia Clarence, straconego za zdradę z polecenia Edwarda IV,
- Tomasza[6] (ur. 1450, zmarł w okresie niemowlęcym[12][6])
- Ryszarda III[6] (ur. 2 października 1452, zm. 22 sierpnia 1485) króla Anglii,
- Urszulę[6] (ur. 1455[13], zmarła w okresie niemowlęcym[6]).

## Matka królów
W 1461 król Henryk VI został obalony a rządy przejął najstarszy syn Cecylii Edward IV. Yorkiści traktowali Cecylię z szacunkiem równym królowej.
Relacje Cecylii z Edwardem IV uległy pogorszeniu w drugiej połowie 1464 wobec ogłoszenia przez niego swego ślubu ze starszą od niego wdową po stronniku Lancasterów Elżbietą Woodville. Ślub ten stanowił mezalians i zrujnował plany bratanka Cecylii, Ryszarda Neville, który planował ożenić Edwarda z Boną Sabaudzką. W przypływie złości Cecylia oświadczyła, że jej zmarły mąż nie był biologicznym ojcem Edwarda IV, a zatem to nie on, lecz George powinien być królem Anglii. Koronacja Elżbiety Woodville na królową Anglii miała miejsce w maju 1465, ale Cecylia nie wzięła w niej udziału.

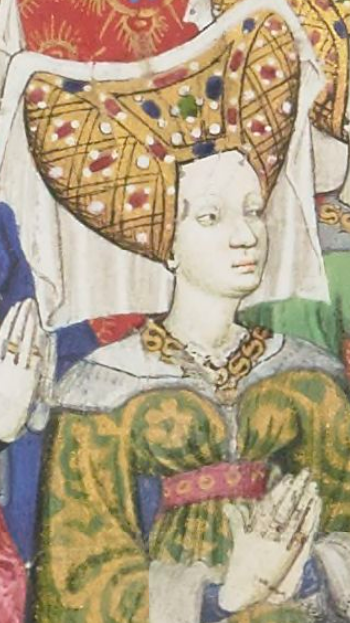
Miniatura przedstawiająca Cecylię Neville pochodzi z około 1430 z rękopisu Neville Book of Hours.

Edward IV zmarł w 1483 a następcą został jego syn Edward V. Cecylia brała udział w spotkaniu na zamku Baynarda wraz ze swym jedynym żyjącym synem Ryszardem III oraz wielmożami w celu omówienia testamentu zmarłego króla. Wtedy wspólnie została podjęta decyzja o pozbawieniu wpływów królowej-wdowy i jej brata Antoniego Woodville oraz o przejęciu opieki nad Edwardem V. Ostatecznie Ryszard III sam sięgnął po koronę, jednak zginął w 1485 w bitwie pod Bosworth; tron objął Henryk VII Tudor, który ożenił się z wnuczką Cecylii Elżbietą York. 

## Życie pod rządami Tudorów
Od momentu śmierci najmłodszego syna Cecylia nie opuszczała swojej siedziby, tj. zamku w Berkhamsted. Prowadziła bardzo pobożny tryb życia. Nie została zaproszona na chrzciny swojego prawnuka Artura Tudora.
W testamencie, który sporządziła miesiąc przed śmiercią, opisała siebie jako żonę Ryszarda, księcia Yorku i matkę króla Edwarda IV, lecz o Ryszardzie III nie wspomniała.  Swoje brewiarze matce króla Małgorzacie Beaufort oraz swojej wnuczce Cecylii, siostrze królowej Elżbiety York. 

## Śmierć
Cecylia zmarła 31 maja 1495 przeżywając swego męża, 10 z 12 swoich dzieci, wszystkie swoje synowe i wszystkich swoich zięciów. Po śmierci Cecylii  dochody z jej dóbr przypadły królowej Elżbiecie. Została pochowana w rodzinnym mauzoleum, obok męża i syna Edmunda w kościele w Fotheringhay.